# Xipamide
Xipamide là một loại thuốc lợi tiểu sulfonamide được bán bởi Eli Lilly dưới tên thương mại Aquaphor (ở Đức) và Aquaphoril (ở Áo). Nó được sử dụng để điều trị phù và tăng huyết áp.

## Cơ chế hoạt động
Giống như các thuốc lợi tiểu thiazide có cấu trúc liên quan, xipamide tác động lên thận để làm giảm sự tái hấp thu natri ở ống lượn xa. Điều này làm tăng tính thẩm thấu trong lòng, khiến ít nước được tái hấp thu bởi các ống góp. Điều này dẫn đến tăng sản lượng nước tiểu. Không giống như thiazide, xipamide đạt được mục tiêu của nó từ phía màng bụng (bên máu).
Ngoài ra, nó làm tăng bài tiết kali ở ống lượn xa và thu thập ống dẫn. Ở liều cao, nó cũng ức chế enzyme anhydrase carbonic dẫn đến tăng bài tiết bicarbonate và kiềm hóa nước tiểu.
Không giống như với thiazide, chỉ có suy thận giai đoạn cuối làm cho xipamide không hiệu quả.

## Công dụng
Xipamide được sử dụng cho 
- phù tim do mất bù suy tim
- phù thận, bệnh thận mãn tính (nhưng không phải với vô niệu)
- phù gan do xơ gan
- cổ trướng
- phù bạch huyết
- tăng huyết áp kết hợp với bệnh thận mãn tính

## Dược động học
Sau khi uống, 20   mg xipamide được tái hấp thu nhanh chóng và đạt nồng độ đỉnh trong huyết tương là 3   mg / l trong vòng một giờ. Tác dụng lợi tiểu bắt đầu khoảng một giờ sau khi dùng, đạt đến đỉnh điểm giữa giờ thứ ba và thứ sáu, và kéo dài trong gần 24 giờ.
Một phần ba liều được glucuronid hóa, phần còn lại được bài tiết trực tiếp qua thận (1/3) và phân (2/3). Độ thanh thải toàn phần trong huyết tương là 30-40 ml / phút. Xipamide có thể được lọc bằng thẩm tách máu nhưng không phải bằng thẩm tách màng bụng.

## Liều dùng
Ban đầu 40 mg, nó có thể giảm xuống còn 10 mg để ngăn ngừa tái phát.
Liều thấp nhất có hiệu quả là 5 mg. Hơn 60 mg không có tác dụng bổ sung.

## Tác dụng phụ
- hơn 1/10 số bệnh nhân [1]
  - hạ kali máu, có thể dẫn đến buồn nôn, yếu cơ hoặc chuột rút và bất thường ECG
- 1/100 đến 1/10
  - hạ natri máu, có thể dẫn đến đau đầu, buồn nôn, buồn ngủ hoặc nhầm lẫn
  - hạ huyết áp thế đứng
  - ban đầu tăng urê, axit uric và creatinine, có thể dẫn đến một cuộc tấn công bệnh gút ở những bệnh nhân dễ mắc bệnh
- 1/1000 đến 1 / 10.000
  - phản ứng dị ứng của da
  - tăng lipid máu
- ít hơn 1 / 10.000
  - viêm tụy xuất huyết
  - viêm thận kẽ cấp tính
  - Giảm tiểu cầu, giảm bạch cầu

## Chống chỉ định
- vô niệu
- thảo dược và hôn mê gan
- hạ thể tích, hạ natri máu, hạ kali máu
- tăng calci máu
- bệnh Gout
- mẫn cảm với sulfonamid
- mang thai, thời kỳ cho con bú [1][2]

## Tương tác

### Không nên kết hợp
- Xipamide làm giảm độ thanh thải thận của lithium có thể dẫn đến nhiễm độc lithium.[1] (Tương tác này được phân loại là trung bình.[3])

### Kết hợp yêu cầu phòng ngừa đặc biệt
Thông tin sản phẩm yêu cầu các biện pháp phòng ngừa đặc biệt cho các kết hợp này:
- Tác dụng hạ huyết áp có thể được tăng lên nhờ thuốc ức chế men chuyển, barbiturat, phenothiazin, thuốc chống trầm cảm ba vòng, rượu, v.v. (Phân loại là nhỏ.[3])
- NSAID có thể làm giảm tác dụng hạ huyết áp và lợi tiểu. Xipamide làm tăng độc tính thần kinh của salicylat liều cao. (Phân loại là nhỏ.[3])
- Độc tính của glycoside tim tăng lên do hạ kali máu và hạ kali máu. (Phân loại là nhỏ.[3])
- Thuốc chống loạn nhịp tim (nhóm Ia và III), phenothiazin và các thuốc chống loạn thần khác làm tăng nguy cơ xoắn đỉnh do hạ kali máu.

### Tương tác không có trong thông tin sản phẩm
- Xipamide có thể làm giảm tác dụng của thuốc trị đái tháo đường. (Phân loại là nhỏ.[3])

## Cấm sử dụng trong thể thao
Vào ngày 17 tháng 7 năm 2012, tay đua xe đạp Fränk Schleck đã bị đội của mình RadioShack-Nissan loại khỏi Tour de France sau khi mẫu A của anh ta cho thấy dấu vết xipamide.